# Cerimônia de encerramento dos Jogos Olímpicos de Inverno de 2010

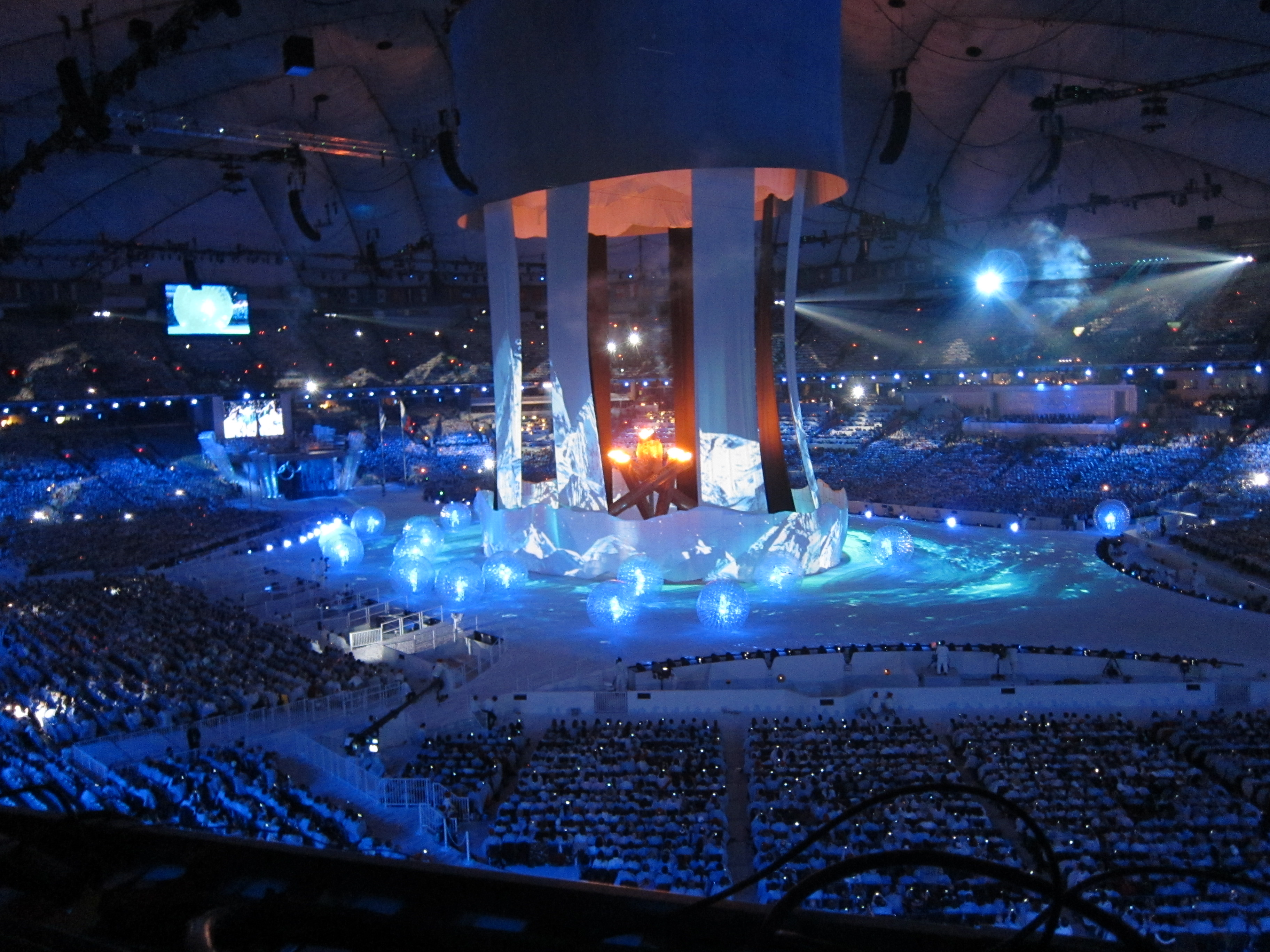
Cerimónia de Encerramento Vancouver 2010

A cerimônia de encerramento dos Jogos Olímpicos de Inverno de 2010 foi realizada no estádio BC Place, o mesmo local da cerimônia de abertura, em 28 de fevereiro de 2010, às 17h30 horas no horário local (UTC-8).